# レオ・ライアン
レオ・ジョゼフ・ライアン・ジュニア（英: Leo Joseph Ryan, Jr.、1925年5月5日 - 1978年11月18日）は、アメリカの教師、政治家。民主党に所属し、1973年の初当選から1978年にジョーンズタウン事件で暗殺されるまでカリフォルニア州第11選挙区選出の連邦下院議員を務めた。それ以前はサウスサンフランシスコ市長や同州第27地区選出の州議会下院議員を歴任した。
ライアンは実地調査を好み、州議会議員時代には、1965年のワッツ暴動を受けてロサンゼルス地域の調査・記録のために、わざわざ臨時教員となりこれを行った。また刑務所改革を行う州議会委員会の委員長の座に着くと、1970年に身分を隠してフォルサム州立刑務所に自ら囚人として収監され実態調査を行った。連邦議員時代には、残酷な狩りが行われていると批難されていたアザラシ猟の現地調査のためにカナダのニューファンドランドに自ら訪れた。また、中央情報局（CIA）に対する議会監視が不十分であることを強く指摘したことでも知られ、これは共同提案した1974年の「ヒューズ＝ライアン修正条項」に繋がり、大統領がCIAの秘密作戦を議会に報告することを義務付けさせた。
1978年、ライアンはジム・ジョーンズ率いるカルト教団の人民寺院が、その意志を無視して信者を不当に拘束しているという訴えの調査のため、彼らが南アメリカのガイアナに入植して築いたジョーンズタウンを訪れた。調査を終え、帰途につこうとした11月18日、ライアンら代表団は入植地から最寄りの飛行場の滑走路でジョーンズの命令を受けた信者らに襲撃され、暗殺された。その後、教団はジョーンズタウンにおいて900人以上に上る集団自殺を決行した。
1983年に、職務中に暗殺された唯一の下院議員として議会名誉黄金勲章が授与された。

## 出自と前半生
ネブラスカ州リンカーンの生まれ。家庭の事情から幼少期より、イリノイ州、フロリダ州、ニューヨーク州、ウィスコンシン州、マサチューセッツ州と頻繁に転居を行った。1943年にウィスコンシン州プレーリー・ドゥ・シーンのキャンピオン・イエズス会高等学校（Campion Jesuit High School）を卒業した。
その後、ベイツ大学で士官養成のV-12海軍士官訓練プログラムを受け、1943年から1946年まで海軍に潜水艦乗りとして勤務した。
1949年にネブラスカ州クレイトン大学で学士号（B.A.、教養）を、1951年に修士号（M.S.、理学）を取得し、卒業した。
1956年から1962年まで教師、学校管理者、サウスサンフランシスコ市議会議員を務めた。
1958年には連邦下院議会の第25選挙区に立候補したが、共和党のルイス・フランシスに敗れた。
カプチーノ高校で英語を教える傍らで1961年にマーチングバンドの監督者としてワシントンD.C.に行き、ジョン・F・ケネディ大統領の就任式パレードに参加した。
この時の公共への奉仕を説いた大統領就任演説に感銘を受けたライアンは、より高い公職に就くことを決意した。

## 政治家として

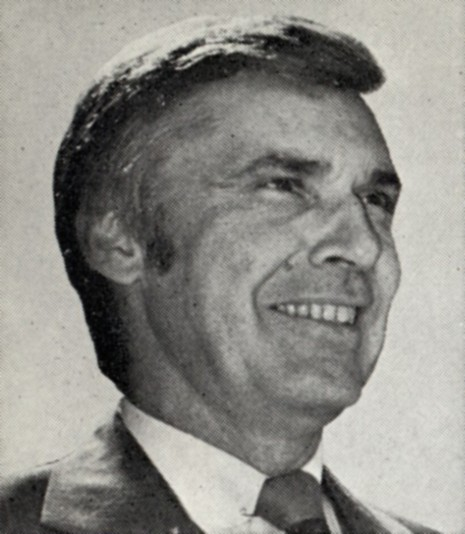
連邦下院議員1期目の公式写真（1973年）

### カリフォルニア州時代
1962年にサウスフランシスコ市長に当選した。その後、1年足らずでカリフォルニア州下院議会の第27選挙区から立候補し、次点に2万票の差をつけて当選を果たした。1964年と1968年には民主党全国大会の代表を務めるなど、1972年に連邦下院議会に当選するまで3回の再選を果たし、州議会の議席を守った。
ライアンの事務所スタッフで、後にカリフォルニア州上院議員及び連邦下院議員を務めるジャッキー・スピアーは、彼の調査スタイルを「実経験に基づく法制化」と表現している。
1965年に起きたワッツ暴動に対しては、ライアンは現地に赴くと臨時教員の職を得て、現地の状況の調査・記録を行った。1970年には刑務所改革を担当する議会委員会の委員長を務める一環として、州内の刑務所の実態調査のために、身分を隠してわざと逮捕され、勾留や全裸にされての身体検査を経験、フォルサム州立刑務所に10日間収監された。
また州議会議員としては立法小委員会の公聴会の議長を務め、後にライアンの後継者となったトム・ラントスが関与する公聴会も主催した。
ライアンは重要な教育政策を推し進め、後に「ライアン法」として知られる、カリフォルニア州の教育資格を監視するための独立委員会を設置する法案を作成した。

### アメリカ連邦議会時代
中央政界に転身することを決め、1973年に連邦下院議会のカリフォルニア州第11選挙区から立候補して当選した。
連邦下院議員としては、ジェームズ・ジェフォーズと共にカナダのニューファンドランド島に赴き、残酷な狩りだと批難されていたアザラシ猟の実態調査を行った。また、中央情報局（CIA）に対する議会の監視が不十分であることを強く指摘し、ハロルド・ヒューズ上院議員と共同で、広く秘密作戦についてCIAが議会への報告義務を課す、「ヒューズ＝ライアン修正条項」の制定で有名になった。ライアンはディック・チェイニーに、「思いつきの作戦」を防止するために、国家機密を漏らすことは、議員が行う適切な方法だと語ったことがある。
また、1974年に起きたパトリシア・ハーストの一件では、サミュエル・I・ハヤカワと共に彼女の支援に動き、大統領減刑申請書を恩赦長官（Pardon Attorney）に提出した。

## 人民寺院調査と暗殺
1955年にジム・ジョーンズによって設立され、70年代にサンフランシスコに本部を置いて活動していた社会主義キリスト教系の新興宗教団体・人民寺院（Peoples Temple）は、1977年頃から南アメリカのガイアナ共和国に広大な土地を借りて開拓団を送り、通称「ジョーンズタウン」と呼ばれる集落（コミューン）に入植を始めていた。しかし1978年にはジョーンズタウンで信者たちに対する教団の広範な虐待と人権侵害に関する事例が現地から漏れ始めた。
これに先立つ1976年10月5日、教団の信者であったボブ・ヒューストンが線路脇で切断された遺体として発見された。これは彼が教団を去ることを元妻と電話で話しあってから3日後のことであった。ヒューストンの父親と友人関係にあったライアンは人民寺院の問題に興味を持ち、さらに教団と敵対する「憂慮する親族（Concerned Relatives）」のリーダーであったティモシー・ストウンとジョーンズとの間の親権争いを知って関心は高まり、ストウンによる事件の詳細を記した議会議事録を入手するに至った。
ライアンは、ストウンの件に関して、ガイアナのフォーブス・バーナム首相に書簡を送った91人からなる下院議員団の一人であった。
サンフランシスコ・エグザミナー紙の記事を読んだ後、ライアンは、ジョーンズと約1,000人の信者たちが入植したジョーンズタウンに行く意志を表明した。この決意は、カリフォルニア人を中心とした憂慮する親族会と、社会的不公正に対する彼自身の嫌悪感の両方によって後押しされた。
サンフランシスコ・クロニクル紙によれば、ライアンの調査中に、米国国務省は「ジョーンズタウンで何が起きているかを知ろうとするライアンの調査を何度も妨害し」、「何もかも上手くいっている」と彼に報告していたという。
国務省は、ジョーンズタウンに対するアメリカ政府の行動が、ガイアナとの潜在的な「法的論争」に繋がると危惧したが、ライアンは少なくともこの見解の一部には否定を示した。
後にクロニクル紙に掲載された記事では、ライアンは「地元の民主党組織とジミー・カーター政権下の国務省に逆らい」、独自に調査の準備を進めたと書かれている。

### ジョーンズタウン訪問の発表と準備
1978年11月1日、ライアンはジョーンズタウンを訪問すると発表した。
これは政府の許可と共に資金提供も受けたもので、政府調査の一環であり、国外に居住するアメリカ国民を管轄する議会小委員会の委員長としてのものであった。ライアンは、サンフランシスコ湾岸地域選出の議会代表団の仲間にもジョーンズタウンへの訪問に同行して欲しいと頼んだが、全員に断られた。
また、政府運営委員会の同僚かつ友人でもあり、後に副大統領となったダン・クエールにも誘いの声をかけたが、彼は行くことができなかった。
調査団は当初、報道関係者とライアンのスタッフ数名のみで構成される予定であったが、メディアで訪問が報じられると、人民寺院の信者の関係者を含んで膨れ上がった。結果、訪問団は、サンフランシスコ港湾地域に在住する信者の親戚17名、新聞記者数名、NBCテレビチームが含まれることとなった。
ジョーンズの法律顧問は、訪問に制限をかけるような条件を課そうとしたが、ライアンはジョーンズの許可の有無にかかわらず、ジョーンズタウンに行くつもりだと回答した。ライアンの主張は、「鬱蒼と生い茂る森の奥にある開拓地では、権威主義的な運営の方が合理的なのかもしれないが、それでもその住民たちが自由に行き来きすることを許されなければならい」というものであった。続けて彼は、その場所が「強制収容所（グラーグ）」になっているのであれば、「捕虜の解放」のために私はできる限りのことをするであろうと主張した。

### ライアン暗殺と集団自殺の決行
外交委員会による報告書によれば、11月14日にライアンはワシントンを出発し、政府高官、メディア代表、「憂慮する親族」のメンバー数人からなる議会代表団と共にジョーンズタウンから約240km離れたガイアナの首都ジョージタウンに到着した。
その夜、代表団は地元のホテルに宿泊する予定であったが、予約は確認されていたにもかかわらず、ほとんどの部屋がキャンセルされて既に別の客が入っており、ライアン達はロビーで寝泊まりする事態となった。
それから3日間、ジョーンズの法律顧問と交渉を続け、大使館員やガイアナ政府関係者と形式的な会談を行った。
ジョージタウンに滞在中、ライアンは郊外のラマハ・ガーデンズにあった教団のジョージタウン本部を訪ねた。
彼はジョーンズと無線で話すことを求めた。その場にいた教団の最高幹部シャロン・エイモスは、突然のことでそれは無理だと答えた。
11月17日、ライアンは補佐官のジャッキー・スピアーや在ガイアナ大使館副公使のリチャード・ドワイヤー、ガイアナ情報省職員、ジャーナリスト9人、「憂慮する親族」代表4人らと共に小型飛行機に乗り込み、ジョーンズタウンから数マイル離れたポート・カイトゥマの飛行場に到着した。
最初は教団の法律顧問だけが飛行機から降りることを許されたが、最終的にはNBCのレポーターであったゴードン・リンゼイを含む一行全員に許可が与えられた。当初、一行が暖かく迎え入れられる中で、信者の一人バーノン・ゴズニーはNBC特派員のダン・ハリスに（彼をライアンと間違えて）「バーノン・ゴズニーと（別の信者である）モニカ・バグビー：ジョーンズタウンから出ることを助けてください」というメモを渡した。ゴスニーはライアンら代表団が今極めて危険な状態にあることを印象付けようとしたが、このメモはジョーンズに知られ、ゴスニーの目的は失敗した。
その夜、代表団とマスコミはジョーンズに宿泊を断られ、飛行場に戻って寝泊まりした。一部はその場に留まった。
翌朝、ライアン、スピアー、ドワイヤーは住民に対するインタビューを続け、家族や別の家族と共にジョーンズタウンから出たいと密かに願う女性と出会った。午前11時頃、メディアと代表団も町に戻り、教団メンバーへのインタビューに加わった。午後3時頃、14人の脱退希望者と脱退者を装ったラリー・レイトンがトラックに乗り込み、カイトゥマの飛行場に向かった。ライアンは他の希望者も募るため、もう一晩滞在することを望んでいたが、帰ることを望む者の家族間の争いの仲裁中にナイフで襲われ、諦めざるを得なくなった。
ライアンの抗議に対してドワイヤーはここから離脱するよう命令したが、同時に後で戻ってこの問題に対応することを約束した。
ジョーンズタウンを出発した一行は午後4時45分にはカイトゥマの滑走路に到着していた。帰り用の輸送機（双発のオッターとセスナ）が到着したのは午後5時10分だった。6人乗りの小さなセスナが滑走路の端まで地上走行している時、突如、乗客の一人であったラリー・レイトンが他の乗客に向かって発砲し、数人が負傷した。
同じ頃、一行を護衛していた教団のメンバー数名も輸送機に対して発砲をし始め、ライアン、ジャーナリスト3名、脱退者1名が死亡し、スピアーを含む9名が負傷した。
ライアンの胴には20発以上の銃弾が撃ち込まれ、さらに顔面も撃たれた。
セスナ機の乗客がレイトンを取り押さえ、両機の生存者たちは攻撃中やその後に近くの原野に逃げ込んだ。
その日の午後、まだニュースとして事件が公になる前に、ライアンの補佐官であったウィリアム・ホルジンガーの妻は3回の脅迫電話を受けた。電話の相手は「お前の夫に、雇い主（meal ticket）の脳を吹き飛ばした、今後はよく注意することだと伝えろ」と言ったといわれている。これを受けてホルジンガー夫妻はタホ湖、さらにヒューストンへと避難した。
セスナ機は離陸後、無線で襲撃を受けたことを報告し、ジョン・R・バーク米国大使はバーナム首相官邸に向かった。
ガイアナ軍がジャングルを切り抜けてジョーンズタウンに到着できたのは翌朝のことであり、そこでジョーンズを含む住民909人が死んでいるのを発見した。後に連邦下院議会が「集団自殺あるいは殺人の儀式」と表現したものであった。

## 埋葬と追悼

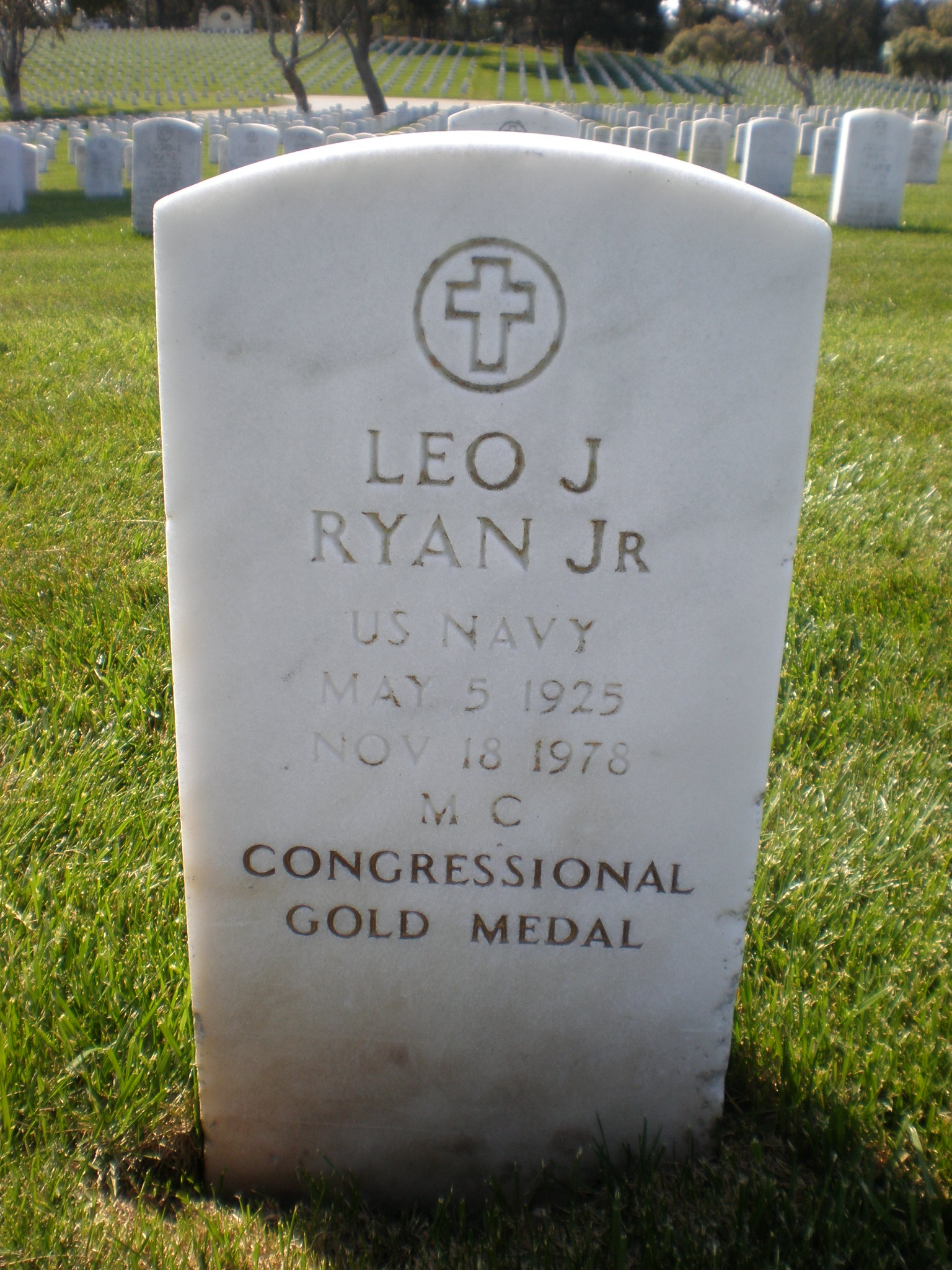
ライアンの墓石

ライアンの遺体はアメリカに送られ、カリフォルニア州サンブルーノにあるゴールデンゲート国立墓地に埋葬された。連邦議会でも追悼式が行われ、これは『Leo J. Ryan - Memorial Services - Held In The House Of Representatives & Senate Of The U.S., Together With Remarks.（レオ・J・ライアン -追悼式典- 連邦議会両院、追悼の辞と共に）』という書籍にまとめられた。
ライアンの妹シャノンは、葬儀に多くの支持者が出席したこと、彼らの「本当の、正直な悲しみの発露」の両方に驚いたと語った。

## 死後
- 1983年、連邦議会は職務中に殺害された唯一の議員[注釈 2]としてライアンに議会名誉黄金勲章を授与することを決定し、レーガン大統領が署名した[41][42]。レーガンはこの授与について「レオ・ライアンが、自身の選挙区の多くの人達が影響を受けたとされるジョーンズタウンでの虐待の噂について個人的に調査に乗り出したことは、彼が有権者のために活動する典型的な例であった」と述べている[41]。ライアンの娘たちであるパトリシアとエレンは、勲章の授与が父の没後5周年に間に合うように奔走した[43]。
- 1984年、カリフォルニア州サンブルーノにある国立公文書館は、ライアンに敬意を表して「レオ・J・ライアン連邦ビル（英語版）」と命名されることが連邦議会による全会一致と大統領署名により行われた[44]。
- ライアンの補佐官で自身もジョーンズタウンに同行し、負傷したジャッキー・スピアー（英語版）は、1998年にカリフォルニア州上院議員に当選した。また2008年にはライアンの選挙区であったカリフォルニア州第12選挙区から出馬し、連邦下院議員となった[45]。

### 実行犯に対する裁判
元教団メンバーで『Seductive Poison（蠱惑的な毒）』の著者デボラ・レイトンの弟であるラリー・レイトン（1946年1月11日生まれ）は、1986年にライアン殺害の共謀者として有罪判決を受けた。事件当時、共にカイトゥマに向かうトラックに乗っていた脱退希望者は「彼が脱退者であるわけがない。彼はジョーンズに近すぎる」と話していた。
レイトンはジョーンズタウンの殺人事件に関する犯罪行為に対して、アメリカ国内で裁判にかけられた唯一の教団員であった。
彼は4つの異なる殺人に関連する罪で有罪判決を受けた。
1987年3月3日にレイトンは「レオ・ライアン下院議員の殺害幇助」「国際法上保護義務のある在ガイアナ大使館副公使リチャード・ドワイヤーに対する殺害計画」および他の関連する罪状で禁固15年の刑を言い渡され、同時に
1987年3月3日、レイトンは、「レオ・ライアン下院議員の殺害を幇助した罪」、「国際的に保護されている人物、ガイアナ共和国の米国代表部次長リチャード・ドワイヤーを殺害する陰謀」、および他の関連する罪状で15年の禁固刑を含む累積で、終身刑の判決が下された。
ただ彼は5年で仮釈放される可能性があった。
1987年6月3日、カリフォルニア州北部地区連邦地方裁判所は「二審で、効果的な弁護士の擁護を受けられなかったことを理由とする」有罪判決を無効とする申し立てを却下した。
刑務所で18年間過ごした後、レイトンは2002年4月に釈放された。

### 追悼記念式典

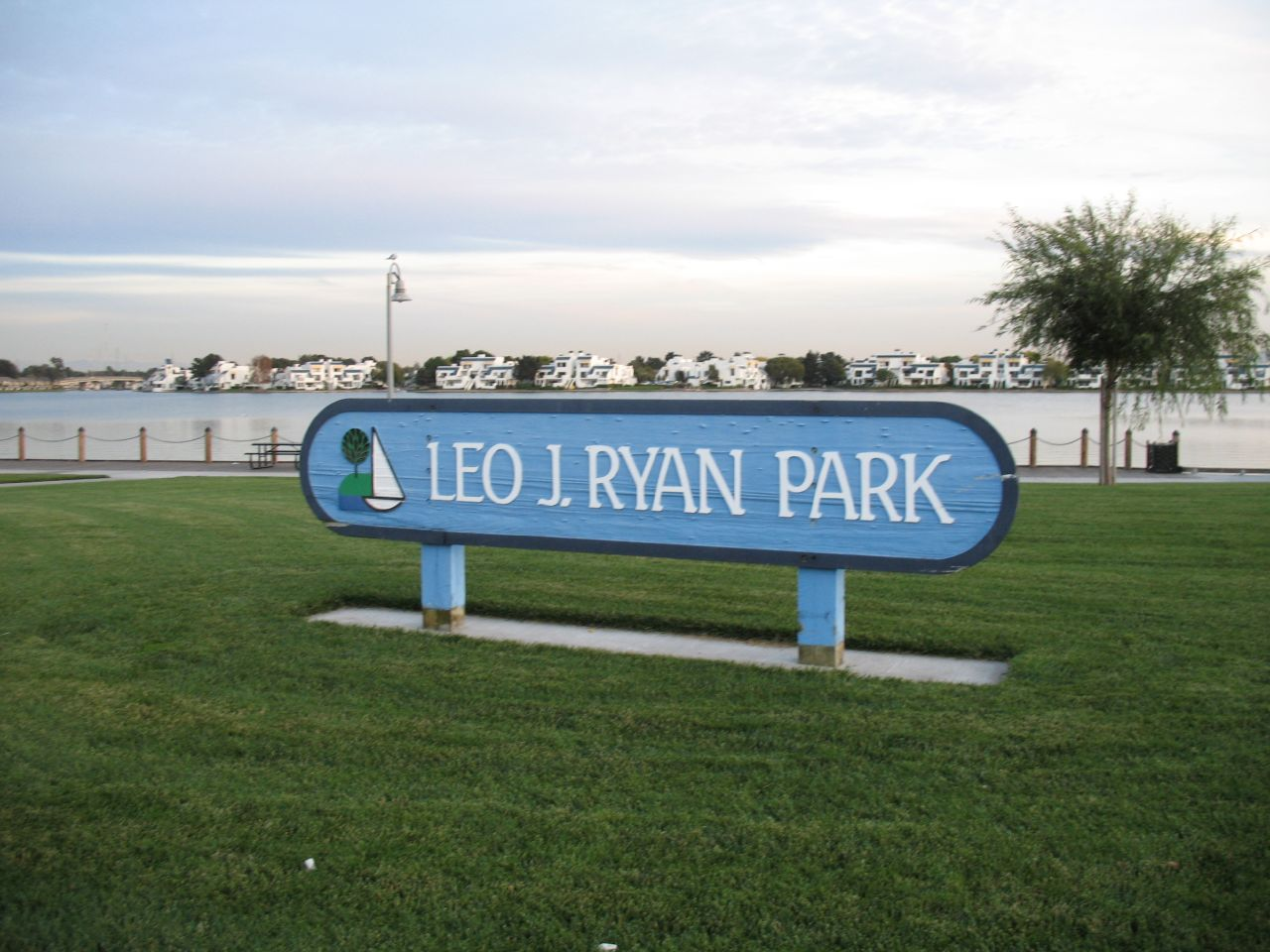
レオ・J・ライアン記念公園の看板。

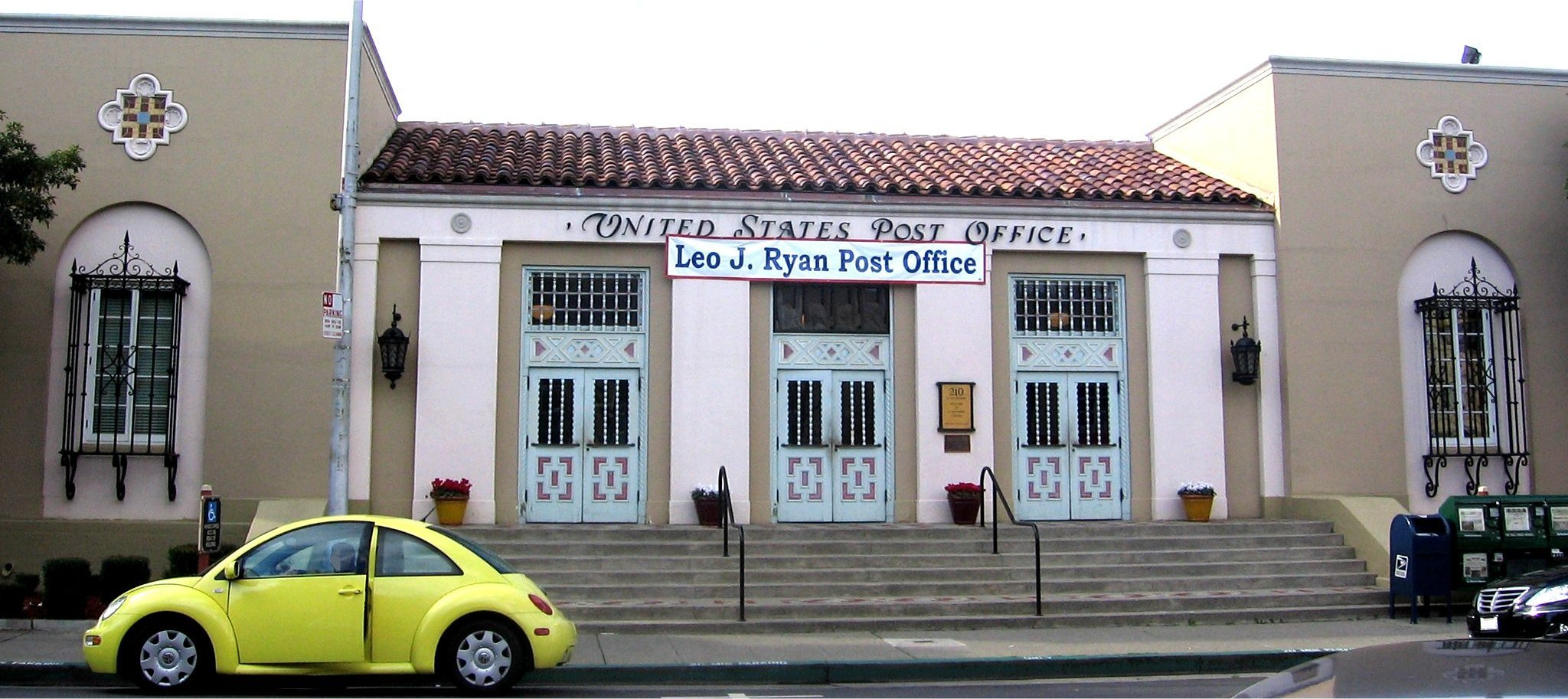
レオ・J・ライアン郵便局ビル

ライアンの没後25年の命日には、カリフォルニア州フォスターシティで彼を偲ぶ特別な追悼式が行われた。ライアンの3人の娘たちやジャッキー・スピアーといった彼の家族や友人たちも参列した。サンフランシスコ・クロニクル紙は、「今日は、何度も何度も人々が彼は有権者の期待を常に上回る偉大な人物だったと語った」と報じた。
式典の終わり頃には、ジョーンズタウンで亡くなった者たちの親が立ち、子供たちを救おうとして命を捧げたライアンを称え、感謝した。式典後、騎馬警官が遺族と友人をフォスターシティのレオ・J・ライアン記念公園に案内した。ライアンを称える記念碑の横には花輪が置かれた。
同年、ライアンの三女でスピアーの補佐官となったエリンがオークランドのエバーグリーン墓地で行われたジョーンズタウンの被害者たちの追悼式に出席した。また、レオ・ライアンの命日には、次女パトリシアとスピアーがゴールデンゲート国立墓地にある彼の墓を訪れている。
スピアーは没後30年記念として、カリフォルニア州サンマテオの南エルズワース通り210番地にあるアメリカ合衆国郵便公社施設を「レオ・J・ライアン郵便局ビル」と命名する法案を支援した。これは2008年10月21日に、当時の大統領ジョージ・W・ブッシュの署名により発行した。同年11月17日の郵便局での献辞式ではスピアーが演説を行い、以下のようにライアンを偲んだ。

## 娘たち

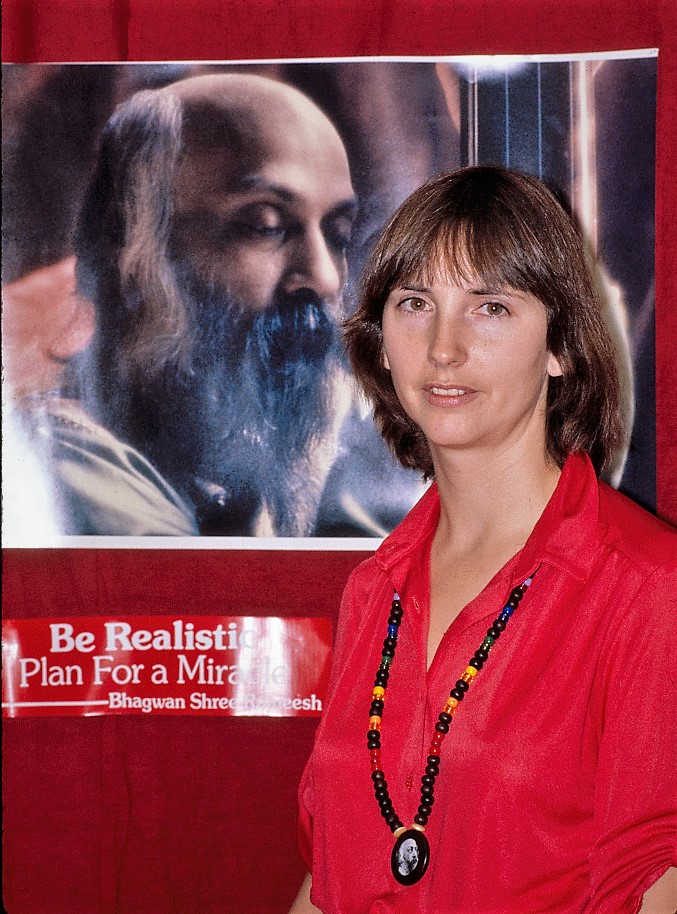
シャノン・ジョー・ライアン（1981年）

長女シャノン・ジョー・ライアン（Shannon Jo Ryan、1952年生まれ）は、ラジニーシ運動に加わり、1981年にバグワン・シュリ・ラジニーシがオレゴンに移住すると、ラジニーシプーラムとして知られる共同体に所属した。1982年12月にマ・アムリタ・プリタム（Ma Amrita Pritam）と名乗り、共同体に住む別のメンバーと結婚した。
パトリシア・ライアン（Patricia Ryan、1953年生まれ）は、ワシントンD.C.のジョージ・ワシントン大学で行政学の修士号を取得し、2001年から2012年までカリフォルニア州精神保健局長協会（現カリフォルニア州郡行動保健局長協会）の事務局長を務めた。1980年代から全米カルト啓発ネットワークにボランティアとして関わり、最終的に同ネットワークの理事長を務めた。
エリン・ライアン（Erin Ryan、1958年生まれ）は、カリフォルニア大学ヘイスティングス・ロー・スクールを卒業後、1992年まで中央情報局（CIA）で情報分析官として働く。その後、ニューヨークで8年間、パティシエとして働いた後、2000年に父の補佐官であったジャッキー・スピアー州上院議員の補佐官となった。

## 大衆文化
ライアンはジョーンズタウンの集団自殺（ないし殺人）を扱った映画に登場する。1979年の映画『ガイアナ人民寺院の悲劇』ではジーン・バリーが、1980年のテレビ用ミニシリーズ『Guyana Tragedy: The Story of Jim Jones（ガイアナの悲劇：ジム・ジョーンズの物語）』では、ネッド・ビーティが演じた。
ライアン暗殺は、『Jonestown: The Life and Death of Peoples Temple（ジョーンズタウン：人民寺院の生と死）』（2006年）や、ヒステリーチャンネルの『Cults: Dangerous Devotion（カルト：危険な献身）』、『Jonestown: Paradise Lost（ジョーンズタウン：失われた楽園）』などのドキュメンタリー作品で取り上げられ、また2008年にはライアン暗殺と集団自殺から30周年記念として、MSNBCで『Witness to Jonestown（ジョーンズタウンの証言）』が制作された。
2012年にナショナルジオグラフィックチャンネルの『衝撃の瞬間』ではライアンの暗殺を再現した第6シーズンのエピソード「集団自殺とカルト教団集団」を放映した。